# 400 mètres masculin aux championnats du monde d'athlétisme 2015
Pour un article plus général, voir Championnats du monde d'athlétisme 2015.
Navigation
Moscou 2013 Londres 2017
L'épreuve du 400 mètres masculin des championnats du monde de 2015 s'est déroulée les 23, 24 et 26 août 2015 dans le stade national de Pékin, le stade olympique de Pékin, en Chine. Elle est remportée par le Sud-africain Wayde van Niekerk.

## Records et performances

### Records
Les records du 400 m hommes (mondial, des championnats et par continent) étaient avant les championnats 2015 les suivants.
| Record                    | Athlète            | Temps   | Lieu              | Date              |
| ------------------------- | ------------------ | ------- | ----------------- | ----------------- |
| Record du monde           | Michael Johnson    | 43 s 18 | Séville           | 26 août 1999      |
| Record des championnats   | Michael Johnson    | 43 s 18 | Séville           | 26 août 1999      |
| Record d'Afrique          | Isaac Makwala      | 43 s 72 | La Chaux-de-Fonds | 5 juillet 2015    |
| Record d'Asie             | Abdelalelah Haroun | 44 s 27 | La Chaux-de-Fonds | 5 juillet 2015    |
| Record d'Amérique du Nord | Michael Johnson    | 43 s 18 | Séville           | 26 août 1999      |
| Record d'Amérique du Sud  | Sanderlei Parrela  | 44 s 29 | Séville           | 26 août 1999      |
| Record d'Europe           | Thomas Schönlebe   | 44 s 33 | Rome              | 3 septembre 1987  |
| Record d'Océanie          | Darren Clark       | 44 s 38 | Séoul             | 26 septembre 1988 |

### Meilleures performances de l'année 2015
Les dix coureurs les plus rapides de l'année sont, avant les championnats, les suivants. 
|    | Athlète            | Pays              | Temps   | Date            |
| -- | ------------------ | ----------------- | ------- | --------------- |
| 1  | Isaac Makwala      | Botswana          | 43 s 72 | 5 juillet 2015  |
| 2  | Kirani James       | Grenade           | 43 s 95 | 30 mai 2015     |
| 3  | Wayde van Niekerk  | Afrique du Sud    | 43 s 96 | 4 juillet 2015  |
| 4  | Steven Gardiner    | Bahamas           | 44 s 27 | 26 juin 2015    |
| 4  | Abdelalelah Haroun | Qatar             | 44 s 27 | 5 juillet 2015  |
| 6  | Machel Cedenio     | Trinité-et-Tobago | 44 s 36 | 16 mai 2015     |
| 6  | LaShawn Merritt    | États-Unis        | 44 s 36 | 12 juillet 2015 |
| 8  | Deon Lendore       | Trinité-et-Tobago | 44 s 41 | 16 mai 2015     |
| 8  | David Verburg      | États-Unis        | 44 s 41 | 26 juin 2015    |
| 10 | Vernon Norwood     | États-Unis        | 44 s 44 | 18 avril 2015   |

## Critères de qualification
Pour se qualifier pour les championnats, il fallait avoir réalisé 45 s 50 ou moins entre le 1er octobre 2014 et le 10 août 2015.
Le champion du monde en titre et le vainqueur de la Ligue de diamant 2014 bénéficient d'une wild card, tandis que les champions continentaux en titre sont également qualifiés, la décision finale d'aligner l'athlète relevant de la fédération nationale concernée.

## Médaillés
| Or                | Argent          | Bronze       |
| Wayde van Niekerk | LaShawn Merritt | Kirani James |

## Résultats

### Finale
| Rang               | Athlète           | Temps   | Note   |
| ------------------ | ----------------- | ------- | ------ |
| Médaille d'or      | Wayde van Niekerk | 43 s 48 | WL, AR |
| Médaille d'argent  | LaShawn Merritt   | 43 s 65 | PB     |
| Médaille de bronze | Kirani James      | 43 s 78 | SB     |
| 4                  | Luguelín Santos   | 44 s 11 | NR     |
| 5                  | Isaac Makwala     | 44 s 63 |        |
| 6                  | Rabah Yousif      | 44 s 68 |        |
| 7                  | Machel Cedenio    | 45 s 06 |        |
| 8                  | Yousef Masrahi    | 45 s 15 |        |

### Demi-finales
Les 2 premiers de chaque demi-finale et les deux meilleurs temps sont qualifiés pour la finale.
| Rang | Athlète         | Temps       | Note |
| ---- | --------------- | ----------- | ---- |
| 1    | Kirani James    | 44 s 16 (Q) |      |
| 2    | Luguelín Santos | 44 s 26 (Q) | NR   |
| 3    | David Verburg   | 44 s 71     |      |
| 4    | Kévin Borlée    | 44 s 74     | SB   |
| 5    | Renny Quow      | 44 s 98     |      |
| 6    | Vernon Norwood  | 45 s 07     |      |
| 7    | Chris Brown     | 45 s 07     |      |
| 8    | Peter Matthews  | 45 s 42     |      |

| Rang | Athlète          | Temps       | Note |
| ---- | ---------------- | ----------- | ---- |
| 1    | Isaac Makwala    | 44 s 11 (Q) |      |
| 2    | Yousef Masrahi   | 44 s 40 (Q) |      |
| 3    | Rabah Yousif     | 44 s 54 (q) | PB   |
| 4    | Lalonde Gordon   | 44 s 70     |      |
| 5    | Bryshon Nellum   | 44 s 77     |      |
| 6    | Rusheen McDonald | 44 s 86     |      |
| 7    | Steven Gardiner  | 44 s 98     |      |
| 8    | Nery Brenes      | 45 s 41     |      |

| \| Rang \| Athlète \| Temps \| Note \| \| ---- \| ------------------- \| ----------- \| ---- \| \| 1 \| Wayde van Niekerk \| 44 s 31 (Q) \| \| \| 2 \| LaShawn Merritt \| 44 s 34 (Q) \| SB \| \| 3 \| Machel Cedenio \| 44 s 64 (q) \| \| \| 4 \| Javon Francis \| 44 s 77 \| \| \| 5 \| Jonathan Borlée \| 44 s 85 \| \| \| 6 \| Martyn Rooney \| 45 s 29 \| \| \| 7 \| Michael Mathieu \| 45 s 43 \| \| \| 8 \| Liemarvin Bonevacia \| 45 s 65 \| \| |                     |             |      |
| Rang | Athlète             | Temps       | Note |
| 1 | Wayde van Niekerk   | 44 s 31 (Q) |      |
| 2 | LaShawn Merritt     | 44 s 34 (Q) | SB   |
| 3 | Machel Cedenio      | 44 s 64 (q) |      |
| 4 | Javon Francis       | 44 s 77     |      |
| 5 | Jonathan Borlée     | 44 s 85     |      |
| 6 | Martyn Rooney       | 45 s 29     |      |
| 7 | Michael Mathieu     | 45 s 43     |      |
| 8 | Liemarvin Bonevacia | 45 s 65     |      |

### Séries
Les trois premiers de chaque série (Q) plus les 6 meilleurs temps (q) se qualifient pour les demi-finales.
| Rang | Athlète         | Temps       | Notes |
| ---- | --------------- | ----------- | ----- |
| 1    | David Verburg   | 44 s 43 (Q) |       |
| 2    | Machel Cedenio  | 44 s 54 (Q) |       |
| 3    | Jonathan Borlée | 44 s 67 (Q) | SB    |
| 4    | Peter Matthews  | 44 s 69 (q) | PB    |
| 5    | Pavel Ivashko   | 45 s 25     | PB    |
| 6    | Luka Janezic    | 45 s 28     | NR    |
| 7    | Alberth Bravo   | 45 s 28     |       |
| 8    | Bralon Taplin   | 46 s 27     |       |

| Rang | Athlète             | Temps       | Notes |
| ---- | ------------------- | ----------- | ----- |
| 1    | Yousef Masrahi      | 43 s 93 (Q) | AR    |
| 2    | Rusheen McDonald    | 43 s 93 (Q) | NR    |
| 3    | Isaac Makwala       | 44 s 19 (Q) |       |
| 4    | Martyn Rooney       | 44 s 45 (q) | PB    |
| 5    | Liemarvin Bonevacia | 44 s 72 (q) | NR    |
| 6    | Pavel Maslak        | 45 s 16     |       |
| 7    | Donald Sanford      | -           | DNS   |

| Rang | Athlète           | Temps       | Notes |
| ---- | ----------------- | ----------- | ----- |
| 1    | LaShawn Merritt   | 44 s 51 (Q) |       |
| 2    | Javon Francis     | 44 s 83 (Q) |       |
| 3    | Kévin Borlée      | 45 s 01 (Q) | SB    |
| 4    | Michael Mathieu   | 45 s 07 (q) |       |
| 5    | Nery Brenes       | 45 s 08 (q) |       |
| 6    | Yuzo Kanemaru     | 45 s 65     |       |
| 7    | Aliaksandr Linnik | 45 s 79     |       |
| 8    | Guo Zhongze       | 46 s 42     |       |

| Rang | Athlète           | Temps       | Notes |
| ---- | ----------------- | ----------- | ----- |
| 1    | Kirani James      | 44 s 56 (Q) |       |
| 2    | Luguelin Santos   | 44 s 62 (Q) |       |
| 3    | Lalonde Gordon    | 44 s 97 (Q) |       |
| 4    | Onkabetse Nkobolo | 45 s 17     | PB    |
| 5    | Hederson Estefani | 45 s 36     | SB    |
| 6    | Jarryd Dunn       | 45 s 49     |       |
| 7    | Vitaliy Butrym    | 45 s 88     |       |

| Rang | Athlète                | Temps       | Notes |
| ---- | ---------------------- | ----------- | ----- |
| 1    | Rabah Yousif           | 45 s 24 (Q) |       |
| 2    | Steven Gardiner        | 45 s 26 (Q) | SB    |
| 3    | Vernon Norwood         | 45 s 53 (Q) | PB    |
| 4    | Mame-Ibra Anne         | 45 s 55     |       |
| 5    | Abbas Abubakar Abbas   | 45 s 64     |       |
| 6    | Alphas Leken Kishoyian | 46 s 02     |       |
| 7    | Mohamed Khouaja        | 46 s 50     | SB    |
| 8    | Berend Koekemoer       | 46 s 52     |       |

| Rang | Athlète           | Temps        | Notes |
| ---- | ----------------- | ------------ | ----- |
| 1    | Wayde van Niekerk | 44 s 942 (Q) |       |
| 2    | Renny Quow        | 44 s 54 (Q)  | SB    |
| 3    | Bryshon Nellum    | 44 s 65 (Q)  | PB    |
| 4    | Chris Brown       | 44 s 68 (q)  | PB    |
| 5    | Winston George    | 45 s 25      | NR    |
| 6    | Hugo de Sousa     | 45 s 42      | SB    |
| 7    | Gustavo Cuesta    | 45 s 59      |       |

## Légende
Records et Performances
- AR : Record continental (area record)
- CR : Record des championnats (championship record)
- MR : Record du meeting (meet record)
- NR : Record national (national record)
- OR : Record olympique (olympic record)
- PR : Record paralympique (paralympic record)
- PB : Record personnel (personal best)
- SB : Meilleure performance personnelle de la saison (season's best)
- WL : Meilleure performance mondiale de l'année (world leader)
- WJR : Record du monde junior (world junior record)
- WR : Record du monde (world record)

Circonstances et Conditions
- DNF : N'a pas terminé (did not finish)
- DNS : N'a pas pris le départ (did not start)
- DQ : Disqualification (disqualification)
- NM : Aucun essai valable enregistré (No Mark)
- Q : Qualifié « directement » au prochain tour (ou à la prochaine compétition), lors d'une compétition majeure, grâce au classement ou à la réalisation des minima (automatic qualifier)
- q : Qualifié au prochain tour (ou à la prochaine compétition), lors d'une compétition majeure, grâce au repêchage ou à la réalisation de l'une des meilleures performances parmi celles des « non qualifiés directement » (grâce au meilleur temps ou à la meilleure distance par exemple) (secondary qualifier)